# Њу Вудвил (Оклахома)
Њу Вудвил (енгл. New Woodville) град је у америчкој савезној држави Оклахома.

## Демографија
По попису из 2010. године број становника је 132, што је 63 (91,3%) становника више него 2000. године.
| Група             | 2000.      | 2010.       |
| Белци             | 66 (95,7%) | 113 (85,6%) |
| Афроамериканци    | 0 (0,0%)   | 0 (0,0%)    |
| Азијати           | 0 (0,0%)   | 0 (0,0%)    |
| Хиспаноамериканци | 2 (2,9%)   | 1 (0,8%)    |
| Укупно            | 69         | 132         |